# جامعة بولتافا الطبية الحكومية
جامعة بولتافا الطبية الحكومية (بالأوكرانية: Полтавський державний медичний університет)، مؤسسة تعليم عالي أوكرانية، في المستوى الرابع من الاعتماد، وهي إحدى المؤسسات التعليمية العريقة في بولتافا، أوكرانيا أسست الجامعة في العام 1921.

## تأريخ
بدأت الأكاديمية أنشطتها في عام 1921 مع أكاديمية خاركوف الطبية. في عام 1967، انتقلت الأكاديمية إلى مدينة بولتافا والتي سميت في معهد بولتافا لطب الأسنان. في عام 1994 حصل معهد بولتافا لطب الأسنان أعلى مستوى من الاعتماد وهو المستوى الرابع وحصل على وضع الأكاديمية الأوكرانية الطبية. في عام 2004، تم تأكيد مستوى الاعتماد الرابع.
حاليًا الأكاديمية نقوم بتدريس وبتدريب أكثر من 3500 طالب، منهم مايقارب ألف طالب أجنبي من أكثر من 40 بلدًا.

## تعليم الاجانب
منذ العام 1992 فتحت الأكاديمية قسم للعمل مع الرعايا الاجانب حيث التحق بالأكاديمية طلاب أجانب من 42 دولة (الجزائر، العراق، إيران، الأردن، ليبيا، المغرب، باكستان، فلسطين، روسيا، سوريا، تركمانستان، وغيرها) ويتم تدريب المواطنين الأجانب وفقا لمناهج وبرامج وزارة التربية والتعليم والعلوم في أوكرانيا ووزارة الصحة في أوكرانيا، وأعتمدت الأكاديمية المساواة بين مواطني أوكرانيا والرعايا الاجانب في الفصول الدراسية وقاعات المطالعة والمكتبات والمرافق الرياضية، كما خصصت مساحة للأنشطة الدينية والثقافية واللقاء بالجمعيات المحلية المختلفة، ويحصل الطلاب الأجانب على شهادات بمستوى دولي، وفي عام 1997. تأسست الكلية التحضيرية للمواطنين الأجانب. تقوم بتدريس اللغة الروسية، والرياضيات، والفيزياء، والكيمياء، وعلم الأحياء، وتأريخ أوكرانيا، وعلوم الكمبيوتر والجغرافيا.

## الكليات
- كلية طب الأسنان
- كلية الطب العام
- كلية الطب (تخصص أطفال)
- قسم الدراسات العليا
- الكية التحضيرية (للأجانب)